# Ignaz von Plener
Ignaz von Plener (magyarosan Plener Ignác), (Bécs, 1810. május 21. - Bécs, 1908. február 17.) osztrák politikus, miniszterelnök, Ernst von Plener apja.

## Életpályája
Jogi tanulmányainak elvégzése után állami szolgálatba lépett és 1844-ben pénzügyi tanácsos lett a csehországi Egerben. 1852-ben udvari tanácsosi címmel a pozsonyi pénzügyi igazgatóság élére állították. 1859-ben titkos tanácsos, 1860-ban pedig pénzügyminiszter lett, amely állásban nagy szakértelemmel sikerült a roppant deficitet némileg leszállítania. 1865. július 27-én saját kérelmére Schmerlinggel együtt állásáról leköszönt. Amikor 1867. december 30-án a polgárminisztérium vállalta el az ügyeket és alkotmányos mederbe terelte Ausztriát, Plener a kereskedelmi tárcát kapta, amelyet 1870. április 12-ig tartott meg. 1870. január 15. és január 31. között ő volt Ausztria miniszterelnöke. 1873. október 13-án a felsőház (Herrenhaus) tagja lett, mint ilyen, a mérsékelt szabadelvű, egyébként centralista párttal szavazott.

## Külső hivatkozások
- AEIOU